# Franziska Puricelli

Franziska Puricelli

Franziska Puricelli (* 4. Mai 1830 in Rheinböllerhütte im Hunsrück; † 16. November 1896 in Bretzenheim an der Nahe) war eine bedeutende deutsche Stifterin aus der Industriellenfamilie Puricelli.

## Familie
Franziska Puricelli wurde am 4. Mai 1830 in Rheinböllerhütte geboren, das heute zu Rheinböllen im Rhein-Hunsrück-Kreis in Rheinland-Pfalz gehört. Ihr Urgroßvater Giacomo Antonio Puricelli (* 1719) war um 1750 vom Comer See in Italien nach Deutschland eingewandert. Ihr Großvater Carl I. Wilhelm Anton Puricelli (1766–1805) hatte 1791 Magarethe Utsch geheiratet, die die Erbin des Eisenwerks Rheinböllerhütte war.
Franziskas Eltern waren Eugenia (geborene Traschier, 1807–1873) und Heinrich I. Puricelli (1797–1876), der gemeinsam mit seinen Brüdern Friedrich Ludwig (1792–1880) und Carl II. Theodor (1794–1872) Eigentümer der Rheinböllerhütte war. Franziska (genannt Fanny) hatte zwei Geschwister: den älteren Bruder Eduard (1826–1893) und die jüngere Schwester Eugénie (genannt Jenny, 1840–1862).

## Leben
Die Kinder der streng katholischen, wohlhabenden Unternehmerfamilie wuchsen in Rheinböllerhütte auf. Franziska besuchte später ein Mädchenpensionat in Mannheim. 1851 heiratete sie ihren Cousin Carl III. Puricelli (1824–1911), den Sohn ihres Onkels Carl II. Theodor; 1852 kam der Sohn Heinrich zur Welt. Die Familie lebte zunächst in Bingen, später in Bad Kreuznach und in Bretzenheim.

Franziska und ihre von Tuberkulose gezeichnete Schwester Eugénie Puricelli (links im Bild)

Anfang der 1860er Jahre pflegte Franziska Puricelli ihre an Tuberkulose erkrankte jüngere Schwester Eugénie, die 1862 im Alter von nur 21 Jahren starb. Nach diesem Verlust beschlossen Franziska, ihr Bruder Eduard und ihre Eltern die Gründung des Puricelli-Stifts in Rheinböllen, für das ab 1862 zunächst ein Waisenhaus errichtet wurde. 1887 und 1888 kamen ein Krankenhaus und eine Kapelle hinzu. Über dem Hauptportal der Kapelle sind Franziska und Eugénie Puricelli gemeinsam mit der Muttergottes und dem Jesuskind abgebildet. In einem Kirchenfenster sind Franziska und ihr Ehemann Carl dargestellt.
Neben dem Puricelli-Stift widmete sich Franziska Puricelli auch dem Bau und Erhalt zahlreicher Kapellen und Kirchen in der Region. Während des Kulturkampfs zwischen dem Deutschen Kaiserreich und der katholischen Kirche von 1871 bis 1878 unterstützte sie katholische Geistliche und Theologiestudenten finanziell. Nach ihr ist auch das 1909/1910 gegründete St.-Franziska-Stift in Bad Kreuznach benannt, das ursprünglich ein Frauenkrankenhaus war und heute eine Fachklinik für psychosomatische Erkrankungen beherbergt.
Franziska Puricelli starb am 16. November 1896 im Alter von 66 Jahren in Bretzenheim an der Nahe. Sie wurde in der Gruft unter dem Chorraum der Kapelle des Puricelli-Stifts beigesetzt.
Neben dem St.-Franziska-Stift und dem Puricelli-Stift sind auch Straßen in Bad Kreuznach und Rheinböllen nach ihr benannt.